# Brunszvik család

A gróf korompai Brunszvik család címere

A korompai Brunszvik grófi család, amelynek nevét az idők folyamán sokféleképpen írták: Brunczvik, Brunßvyk, Prunczbik, Brünczwyk, Brunsvik, Brunswick, de mára a legelfogadottabb a Brunszvik írásmód.

## A család története
Nemességét először 1598-ban Nyitra vármegye hirdette ki. A Brunszvik család élete 1758-tól 1893-ig Martonvásárhoz köthető. Brunszvik Antal, Mária Teréziától kapta a grófi címet és a martonvásári birtokot, ahol később fia, Ferenc építtette fel a Brunszvik-kastélyt.
Első ismert magyarországi ősük a protestáns Brunczvik János postamester volt a Pozsonyt Eperjessel összekötő királyi postaút galgóci állomásán. Dédunokái közül Ferenc a ma is létező nemesi, Mihály pedig az időközben kihalt, alsókorompai és martonvásári grófi ág őse.
A grófi Brunszvik család 1899-ben Géza halálával kihalt. Az utolsó családtag, aki a Brunszvik nevet viselte Mária, Géza nővére volt, aki a birtok eladásakor magyar állampolgárságát is feladta, a hely iránti kötődése jeleként azonban végrendeletében a martonvásári óvodára és az iskolára is jelentős összeget hagyott.

## A család ismertebb tagjai
Idősebb Brunszvik Antal (1709–1780)
Brunszvik Mihály és Vitális Mária fia, Antal, a kurucok által ostromolt Lipótvárban jött a világra, ahol apja a labanc parancsnok titkára volt. 1745-ben feleségével, Adelffy Máriával együtt Pestre került, ahol a királyi kúrián személynöki, majd nádori ítélőmester lett. Ekkor akadt meg a szeme a martonvásári birtokon, amelyet bérbe vett. Később Bécsbe, a királyi kancelláriához került, majd kinevezték Esztergom vármegye főispáni helytartójává. 1775 őszén elnyerte a grófi címet és az újabb kinevezését Lembergbe (ma: Lviv), a galíciai határvitákat rendező bíróság élére. 1779-ben Bihar vármegye főispánja lett. A fiatal Kazinczy Ferenc is ott volt Nagyváradon, amikor beiktatták hivatalába. Köszöntésére Révai Miklós, a későbbi jeles nyelvész verset írt. 1783-ban gyermekei között szétosztották a birtokait. Alsókorompa sorshúzás útján a fiatalabb fiúé, Józsefé (a későbbi tárnokmesteré és országbíróé), Martonvásár pedig Antalé lett.
Ifjabb korompai Brunszvik Antal (1746–1793)
A bécsújhelyi Theresianum Katonai Akadémia és a Nagyszombati Egyetem elvégzése után a kamara szolgálatába lépett. 1774-ben elvette a pozsonyi vár egyik udvarhölgyét, a szép és okos, de szegény Seeberg Anna bárónőt. Az 1780-as években királyi biztosként közreműködött a kolostorok feloszlatásában. Részt vett II. József közigazgatási reformjának bevezetésében. 1790-től Bars vármegye főispánja és a Helytartótanács pedagógiai referense volt. Mária Terézia, 1775. október 7-én kelt oklevéllel grófi rangra emelte
Gyermekei: Teréz, Ferenc, Jozefin, és Karolina (Charlotte).
Brunszvik Teréz, az első magyarországi óvodák megalapítója
Brunszvik Ferenc (1777–1849)
A pesti királyi gimnázium után jogot tanult, de ezt az 1797. évi nemesi felkelés miatt abbahagyta. Pest vármegyei aljegyző, több megye táblabírója, Beethoven barátja és mecénása, mintagazda, a ló- és juhnemesítés szaktekintélye. Földesúrként kemény és önkényeskedő. Felesége Justh Szidónia, négy gyermeke közül csak Mária és Géza érte meg a felnőttkort.
Brunszvik Géza
Nevéhez fűződik a martonvásári óvodaalapítás (1883), amelyet korán elhunyt gyermekei (Gábor, Gizella és Mária) emlékének szentelt. Közben a Deym Jozefával (nagynénjének, Jozefinnek az unokájával) kötött házassága zátonyra futott. A gróf, hogy elválhasson, az unitárius vallásra tért. 1893 őszén eladta a birtokot, és második feleségével, Siegl Szerafinnal Ausztriába költözött.
Brunszvik Júlia (1786–1866) 1819-től elnök a Budai Jótékony Nőegyletben; 1847-től gróf; 1853-tól elnök Magyarország első bőlcsödéjében, amelyet 1852-ben alapított Majer István

## A kihalt grófi ág leszármazása
- A1 Mihály neje Vitális Mária

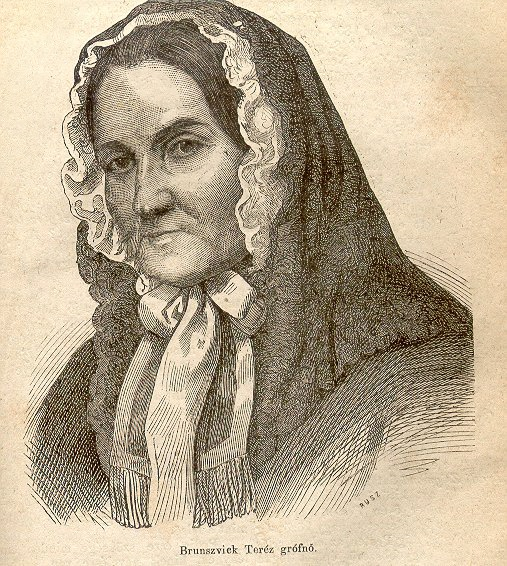
Brunszvik Teréz

  - B1 Antal (1709–1780) neje Adelffy Mária
    - C1 Antal (1746–1793) neje Seeberg Anna
      - D1 Teréz (Pozsony, 1775. július 27., – Duka, 1861. szeptember 23.)
      - D2 Ferenc (Pozsony, 1777. szeptember 24. – Bécs, 1849. október 24.), földbirtokos.[6] Felesége necpáli Justh Szidónia (1800–Bécs, 1866. december 14.),  csillagkeresztes hölgy.
        - E1 Géza (1834–1899) 1. neje Deym Jozefa 2. neje Siegl Szerafin
          - F1 Gábor (Martonvásár, 1861, – 1879. július 27.)
          - F2 Gizella (1864. január 20., – 1881. augusztus 1.)
          - F3 Mária (Martonvásár, 1868. augusztus 24., – 1879, október 22.)

        - E2 Mária (1832–1901)

      - D3 Jozefin (Mária Jozefa Nepomucena Alojzia) (Pozsony, 1779. március 28. – Bécs, 1821. március 30.)[7] 1. felesége gróf Jan Deym (Wognitz, 1752. április 4. – Prága, 1804. január 22.). 2. felesége (Reval, 1777. december 14. – Reval, 1841. november 7.)
        - E1 Jozefa férje Brunszvik Géza
        - E2 ismeretlen
        - E3 ismeretlen
        - E4 ismeretlen
        - E5 ismeretlen
        - E6 ismeretlen
        - E7 ismeretlen

      - D4 Karolina Alojzia Nepomucena (Pozsony, 1780. október 26. – 1843. január 12.). Férje gróf széki Teleki Imre (Kővárhosszúfalu, 1782. június 27. – Kővárhosszúfalu, 1848. december 29.) földbirtokos. Teleki Imre gróf és Brunszvik Karolina lánya gróf Teleki Blanka (1806–1862) a magyar nőnevelés egyik úttörője, a nők művelődési egyenjogúságának harcos híve.
        - E1 Blanka, (Hosszúfalva, 1806. július 5. – Párizs, 1862. október 23.)
        - E2 Emma (*1811) férje de Gérando Ágost
        - E3 Miksa (1813 – Kendi-Lóna, 1872. június)

    - C2 József (korompai gróf) (1750 – Pozsony, 1827. február 20.) 1786-tól már valós, belső titkos tanácsos, és a hétszemélyes tábla első tanácsnoka, tárnokmester, császári és királyi kamarás, Nógrád vármegye főispánja és országbíró. A Szent István apostoli király rendjének középkeresztese. Felesége Majtényi Mária Anna.
      - D1 Júlia (*1786, +Buda, 1866), férje: (1805. március 19.) Forray András, soborsini báró császári-királyi kamarás, csanádi főispán; (Soborsin, 1780. november 17., –Futak, 1830. augusztus 18.)[8]
        - E1 Jozefa
        - E2 Júlia (1811–1863), férje Nádasdy Lipót (1802–1873) nádasdi és fogarasföldi gróf
        - E3 Iván (1817–1852)

      - D2 ismeretlen leány
      - D3 József vagy Ágost[4] (1788-1825)
      - D4 Henriette (Korompa, 1789, – Bécs, 1857), festőművésznő; férje: Chotek Herman
        - E1 Ottó (+1889. november)
        - E2 Rezső (Rudolf)

    - C3 Erzsébet férje Finta József
    - C4 Franciska férje Révai Pál báró
    - C5 Zsuzsánna férje Guicciardi gróf
    - C6 Katalin férje Dezasse de Petit Verneuille Károly

## Beethoven és a Brunszvik család
Ludwig van Beethoven mint a Brunszvik lányok zongoratanára többször megfordult a kastélyban. 1799-ben özvegy Brunszvik Antalné, született Seeberg Anna bárónő, aki a 24 éves lányával, Terézzel és a 20 éves Jozefinnel elment a császárvárosba azzal a nem titkolt céllal, hogy egyik vagy másik lányát férjhez adja. Ekkor kérte meg Beethovent, hogy tanítsa meg a lányokat zongorázni. Beethoven nem szeretett tanítani, mivel az volt a véleménye, hogy tanítson az, aki nem tud komponálni. De a lányokkal kivételt tett. 18 napig foglalkozott velük. A lányok révén megismerkedett Brunszvik Ferenccel, a lányok fivérével, aki később barátja és mecénása lett. 1808-ig háromszor látogatott el Martonvásárra. 1806-ban ott fejezte be az Appassionatát, amit Brunszvik Ferencnek ajánlott. Beethovent Jozefinhez fűzték gyengéd szálak, erről tanúskodik az a 14 levél, amely a 20. század elején került elő. Teréz pedig mélyen tisztelte Beethovent.

## Kastélyok, paloták, kúriák

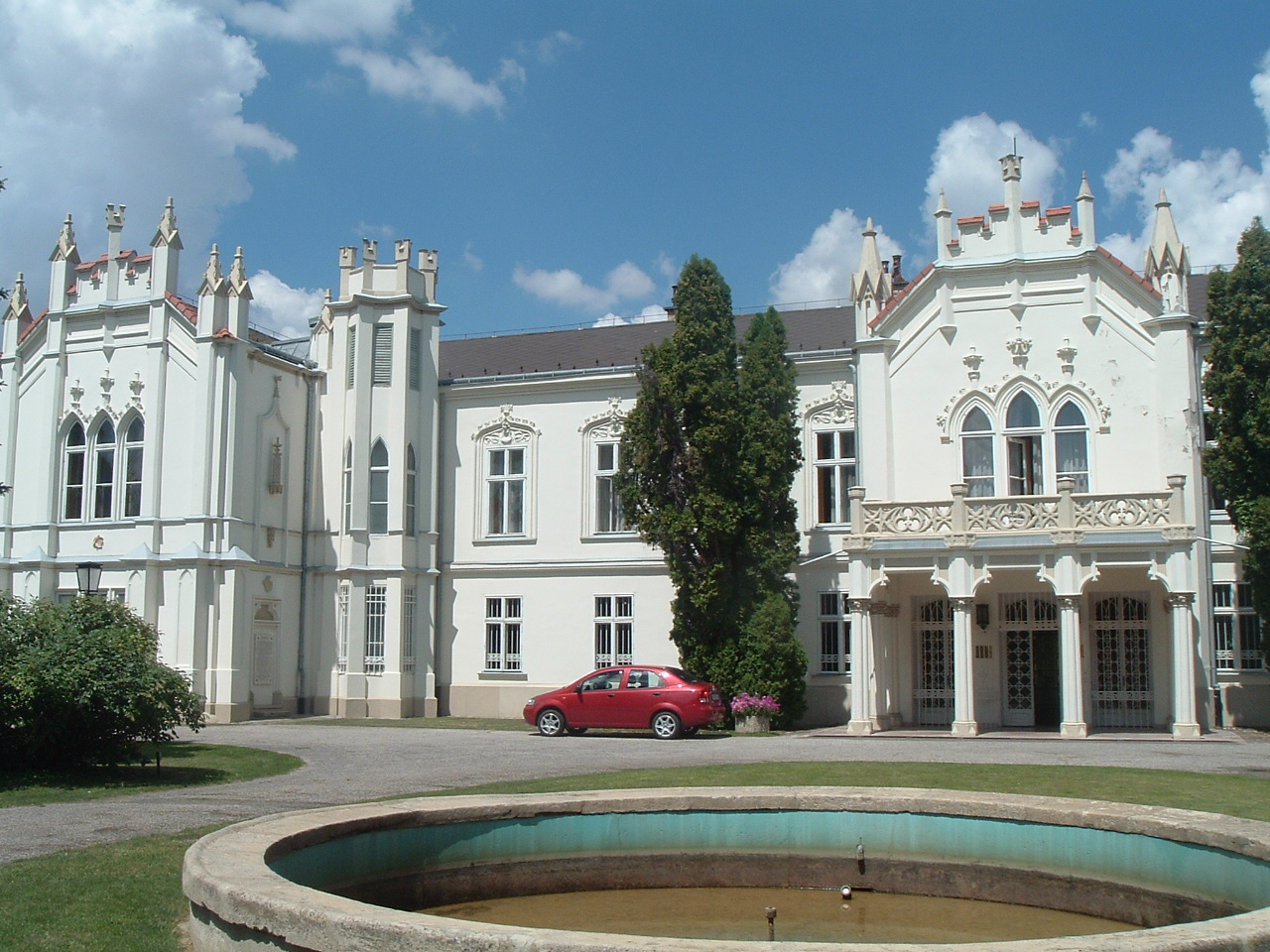
A martonvásári Brunszvik-kastély

- Brunszvik-kastély, Martonvásár